# Jeff Noon
Jeff Noon (ur. w 1957 w Droylsden w Anglii) jest pisarzem i autorem scenariuszy, którego dzieła charakteryzują się bogatą grą słów i fantastyczną tematyką. Twórczość Noona nawiązuje do dzieł Lewisa Carrolla i Jorge Luisa Borges'a. Noon umieszczał miejsce większości swoich opowiadań i powieści w rodzinnym Manchesterze – do czasu gdy w 2000 roku przeniósł się do Brighton.

## Powieści
Pierwsze cztery powieści napisane przez Noona łączą się w cykl powiązany wspólnymi postaciami i tłem. Przyjęło się go nazywać "Vurt", nawiązując do tytułu pierwszej powieści.
W ramach cyklu ukazały się kolejno Wurt (Vurt, 1993); Pyłki (Pollen, 1995); Automated Alice (1996) (będąca jednocześnie trzecią częścią cyklu "Vurt" oraz kontynuacją Alicji w Krainie Czarów oraz O tym, co Alicja odkryła po drugiej stronie lustra Lewisa Carrolla); oraz Nymphomation (1997). Jednak biorąc pod uwagę bieg fikcyjnych wydarzeń, kolejność wygląda następująco: Automated Alice; Nymphomation; Wurt oraz ostatecznie Pyłki.

### Wurt(1993)
Historia Scribble'a, który wraz ze swoim "gangiem" – Stash Riders, poszukuje Desdemony, swojej zagubionej siostry.Wurt to nazwa narkotyku w postaci alternatywnej rzeczywistości wspólnie doświadczanej przez jego użytkowników, który zażywa się ssąc różnokolorowe piórka. "Wurt" to sny, mitologie i wyobrażenia zbiorowe ludzkości, które stały się "prawdziwe" na zasadzie bliżej niewyjaśnionej przez autora. Powieść wygrała w 1994 roku Nagrodę Artura C. Clarke'a za najlepszą brytyjską powieść science fiction.

### Pyłki(1995)
Sequel Wurta, w którym trwa konflikt między światem rzeczywistym i wurtualnym. W opisach świata wurtualnego można odnaleźć nawiązania do mitologii greckiej, w tym do Persefony i Demeter, rzeki Styks i Charona oraz Hadesu (reprezentowanego w powieści przez postać o imieniu John Barleycorn).

### Automated Alice(1996)
Noon nazywa Automated Alice "trequelem". Książka nawiązuje do dwóch sławnych dzieł Lewisa Carrolla, Alicji w Krainie Czarów oraz O tym, co Alicja odkryła po drugiej stronie lustra. W powieści Noona Alicja podąża do Manchesteru przyszłości.

### Nymphomation(1997)
Prequel Wurta. Noon opowiada historię loterii opartej na kościach Domino, na punkcie której zwariowali mieszkańcy Manchesteru, oraz grupy starających się zrozumieć jej tajemnicę. Jednocześnie książka tłumaczy mitologiczne tło trzech wcześniejszych książek.

### Needle in the Groove(2000)
Historia Elliota Hilla, basisty i byłego narkomana grającego w pubach rock do kotleta. Hill zostaje zaproszony do nowo powstałego zespołu, którego twórczość wykorzystuje nową technologię nagrywania. Zespół zmierza ku sukcesowi, do chwili zaginięcia jednego z członków. Poszukiwania rozpoczęte przez Hilla prowadzą go przez 40-letnią tajną historię muzyki.

### Falling out of Cars(2002)
Powieść drogi mająca miejsce w niedalekiej przyszłości, w której upada cywilizacja oparta na informacji. Marlene, Henderson i Peacock podróżują po Anglii, starając się zebrać fragmenty lustra, które może być przyczyną zachodzącej katastrofy, na skutek której fakty i zjawiska przestają być wyraźne i zrozumiałe. Falling out of Cars jest dziennikiem ich zmagań, który stara się prowadzić Marlene.

### Powieści
- Wurt (Vurt 1993, wyd. pol. Wydawnictwo Mag 1998) – Nagroda im. Arthura C. Clarke’a 1994, Nagroda im. Johna W. Campbella dla nowego pisarza 1995
- Pyłki (Pollen 1995, wyd. pol. Wydawnictwo Mag 1998) – sequel Wurta
- Automated Alice (1996)
- Nymphomation (1997) – prequel Wurta
- Needle in the Groove (2000; Jeff Noon i David Toop wydali ponadto w tym samym roku płytę Needle in the Groove: if music were a drug, where would it take you)
- Falling Out of Cars (2002)
- TV Ciał0 (Channel SK1N 2012, wyd. pol. Wydawnictwo Mag 2014)
- A Man of Shadows (2017)
- The Body Library (2018)

### Zbiory opowiadaniań science fiction
- Pixel Juice (1998)
- Cobralingus (2001)
- Mappalujo (2002, wspólnie z Steve Beardem)
- 217 Babel Street (2008, wspólnie z Susanną Jones, Alison MacLeod i Williamem Shaw)

### Sztuki
- Woundings (1986)
- Vurt – The Theatre Remix (1998)
- The Modernists (2003)